# Moriers
Moriers település Franciaországban, Eure-et-Loir megyében. Lakosainak száma 223 fő (2022. január 1.). Moriers Pré-Saint-Martin községgel határos.

## Népesség
A település népességének változása:
| Lakosok száma | 273  | 193  | 186  | 207  | 213  | 216  | 224  | 223  | 222  | 223  |
|               | 1968 | 1982 | 1990 | 2006 | 2013 | 2015 | 2017 | 2019 | 2020 | 2022 |